# 詹理
詹理（1516年—1592年），字爕卿，號松屏，浙江嚴州府遂安縣人，軍籍，明朝政治人物。

## 生平
嘉靖二十八年（1549年）己酉科浙江鄉試第六十九名舉人。嘉靖二十九年（1550年）中式庚戌科會試第六十一名，三甲第四名進士。授中书舍人，三十二年四月选授陕西道試御史，十一月實授，三十四年巡按陕西，三十五年三月掌吏部事大學士李本奉詔考察不職科道官，詹理以不謹閑住。居家建一中堂、光裕堂、神山塔。著有《松堂集》。

## 家族
曾祖詹永仁；祖父詹廷棖；父詹文禧（1492年-1568年），字得慶，號拙斋；母鮑氏。具庆下。兄詹珙。弟詹珨、詹玢、詹瑝。